# Романов, Анатолий Денисович
Анатолий Денисович Романов (1932—2009) — слесарь, Герой Социалистического Труда (1971).

## Биография
Анатолий Романов родился 23 июля 1932 года в Смоленске. Окончил восемь классов школы и железнодорожное училище. С 1951 года работал слесарем в Смоленском паровозном депо. В 1953—1956 годах проходил службу в Советской Армии. После демобилизации работал на Смоленском авиационном заводе, был учеником слесаря-сборщика, слесарем, бригадиром слесарей-сборщиков.
Работая на Смоленском авиационном заводе, Романов в совершенстве освоил ряд смежных специальностей, постоянно перевыполнял дневные планы, при этом не теряя качества работы.
Указом Президиума Верховного Совета СССР от 26 апреля 1971 года за «большие успехи в выполнении заданий пятилетнего плана» Анатолий Романов был удостоен высокого звания Героя Социалистического Труда с вручением ордена Ленина и медали «Серп и Молот».
С 1976 года Романов работал мастером производственного обучения авиазавода. Активно участвовал в общественной и политической жизни Смоленска, три созыва избирался депутатом Смоленского горсовета народных депутатов. В 1985 году вышел на пенсию. Умер 5 января 2009 года, похоронен на Новом кладбище Смоленска.